# Alberto Corazza
Alberto Corazza (Fontanafredda, 28 gennaio 1930 – Meaux, 31 ottobre 1967) è stato un calciatore italiano, di ruolo portiere.

## Carriera
Nella stagione 1952-1953 gioca al Le Thillot, nelle serie minori francesi; passa in seguito al Metz, con cui nella stagione 1953-1954 gioca nella prima divisione francese, nella quale colleziona 3 presenze. Viene riconfermato anche per la stagione successiva, nella quale diventa il portiere titolare della squadra, con cui gioca 32 partite di campionato; nel campionato 1955-1956 le sue presenze sono 22, mentre sia nella stagione 1956-1957 che nella stagione 1957-1958 gioca tutte e 34 le partite di campionato, arrivando quindi a disputare complessivamente 125 partite in prima divisione. Rimane al Metz anche nella stagione 1958-1959 e nella prima metà della stagione 1959-1960, nelle quali gioca rispettivamente 35 e 18 partite nella seconda divisione francese. Con il Metz ha giocato in totale 178 partite di campionato (125 in prima divisione, 53 in seconda divisione), 12 partite in Coppa di Francia e 10 partite nella Coppa Charles Drago.
Nel gennaio del 1960 passa all'Olympique Marsiglia, con cui termina la stagione 1959-1960 giocando altre 17 partite nel campionato di Division 2, oltre a 3 partite in Coppa di Francia ed una partita nella Coppa Charles Drago. Gioca come portiere titolare dell'Olympique Marsiglia anche nella stagione 1960-1961, nella quale disputa altre 3 partite in Coppa di Francia e 33 partite in Division 2. Dopo un ulteriore campionato giocato da titolare in Division 2, questa volta con la maglia del Tolone, passa al Meaux, con cui gioca per una stagione nelle serie minori francesi per poi ritirarsi.
Gli è stato intitolato lo stadio cittadino di Meaux, città nella quale è deceduto nel 1967.